# Тарханиоты
Тарханиоты (греч. Ταρχανειώτης) — византийский аристократический род, известный с X века и происходящий из Адрианополя. Среди его представителей много военачальников. В XV веке некоторые его члены переселились в Италию, в то время как другая его ветвь мигрировала на Русь вместе с Софией Палеолог, основав род Траханиотовых.

## История
Происхождение рода Тарханиотов неизвестно. По одной из версий, его название происходит от деревни Тарханеон, расположенной во Фракии, по другой — от монгольского слова тарган (кузнец), по третьей же оно грузинского происхождения. Тем не менее, ни одна из этих гипотез не подтверждена.
Первым известным представителем рода является Григорий Тарханиот, катепан Византийской Италии в 998-1006 годах. Однако, взошедшие в это время на трон Комнины не доверяли Григорию, вследствие чего он и его семья растеряли своё влияние.
Тарханиотам удалось восстановить свои позиции после Четвёртого крестового похода, в Никейской империи. Никифор Тарханиот, например, долгое время служил великим доместиком. Стоит отметить, что он и его сыновья были тесно связаны брачными узами с династией Палеологов.

## Представители рода
- Григорий Тарханиот — катепан Византийской Италии в 998-1006 годах.
- Василий Тарханиот — стратилат запада около 1057 года.
- Иосиф Тарханиот — дука Антиохии, участник битвы при Манцикерте.
- Иоанн Тарханиот — протос монашеской общины горы Афон в начале XII века.
- Никифор Тарханиот — великий доместик в Никейской империи. Был женат на Марии, сестре императора Михаила VIII Палеолога.
  - Андроник Тарханиот — сын Никифора, коноставл.
  - Иоанн Тарханиот — сын Никифора, военачальник.
  - Михаил Тарханиот — сын Никифора, великий доместик с 1278 года до своей смерти в 1284 году.
- Михаил Дука Глабас Тарханиот — протостратор и один из самых выдающихся византийских военачальников XIII века.
- Константин Тарханиот — адмирал в 1352 году.
- Михаил Тарханиот Маруллос — итальянский учёный эпохи Возрождения.
- Дмитрий Мануилович Траханиот — дипломат, публицист и переводчик, прибывший ко двору русского князя Ивана III в свите Софии Палеолог, вместе со своим братом Юрием. Основатель рода Траханиотовых.